# 35-я гвардейская зенитная ракетная бригада
35-я гвардейская зенитная ракетная бригада (сокр. 35 зрбр, в/ч 34696) — тактическое соединение Войск ПВО Сухопутных войск Российской Федерации. Расположена в г. Улан-Удэ.

## История
Соединение сформировано 1 декабря 2016 года в Бурятии под наименованием «35-я зенитная ракетная бригада» и вошло в состав 36-й общевойсковой армии.
В 2017 году после проведения учений бригада вооружена зрк Бук-М2.
24 февраля 2023 года бригаде присвоено почётное гвардейское наименование за массовый героизм и отвагу, стойкость и мужество, проявленные личным составом бригады в боевых действиях по защите Отечества и государственных интересов в условиях вооруженных конфликтов.